# Asperton
Asperton – wieś w Anglii, w hrabstwie Lincolnshire. Leży 46 km na południowy wschód od Lincoln i 156 km na północ od Londynu.